# Terrifier 2
Terrifier 2 é um filme de splatter psicológico americano de 2022 escrito, dirigido, editado e produzido por Damien Leone. É uma sequência de Terrifier (2016) e é o segundo filme da franquia. Apresenta o retorno de David Howard Thornton e Samantha Scaffidi, que respectivamente interpretaram Art, o Palhaço e Victoria Heyes no primeiro filme, e estrelado por Lauren LaVera, Elliot Fullam, Sarah Voigt, Kailey Hyman e Casey Harnett. A história segue a ressurreição de Art e a perseguição de Sienna Shaw (LaVera) e seu irmão mais novo Jonathan (Fullam) na noite de Halloween – um ano após os eventos do primeiro filme.
O filme se origina de um conceito de longa-metragem que Leone começou a desenvolver logo após filmar seu curta-metragem de estreia na direção, The 9th Circle (2009). O conceito do filme planejado se concentrou fortemente em uma heroína em uma fantasia de anjo lutando contra o personagem Art. Ele acabou se desfazendo, mas após o lançamento de Terrifier (2016), Leone queria trazer a heroína de volta como protagonista - ela evoluiria para Sienna, alguém que Leone descreve como o "coração e alma" de Terrifier 2. Leone passou três meses escrevendo um roteiro baseado em personagens após críticas à falta de narrativa percebida no primeiro filme.
O financiamento para o filme foi exigente, pois o roteiro era mais ambicioso do que o primeiro filme e exigia um orçamento maior. Leone conseguiu financiamento de investidores privados antes de filmar e lançou uma campanha no Indiegogo com uma meta de US$ 50 mil para filmar uma cena prática baseada em efeitos. A campanha foi um enorme sucesso, atingindo mais de 430% da meta inicial com um total de US$ 250 mil em doações. É um dos inúmeros filmes impactados pela pandemia mundial do COVID-19, com a filmagem principal parando em meados de 2020 devido aos bloqueios pandêmicos.
O filme teve sua estreia mundial no FrightFest em 29 de agosto de 2022 e estreou nos Estados Unidos em 6 de outubro de 2022. Foi recebido com críticas positivas dos críticos, com elogios dirigidos às performances de Thorton e LaVera e ao roteiro, com muitos críticos considerando o filme uma melhoria em relação ao seu antecessor. As sequências violentas e sangrentas supostamente levaram os serviços de emergência a serem chamados por espectadores que desmaiaram e vomitaram nos cinemas.

## Enredo
Depois de ser ressuscitado por uma entidade desconhecida após o Massacre do Condado de Miles, Art, o Palhaço assassina o legista que investiga seu cadáver. Ele vai à lavanderia para limpar suas roupas encharcadas de sangue, onde encontra uma garota fantasmagórica vestida com maquiagem de palhaço semelhante.
Um ano depois, Sienna Shaw dá os retoques finais em sua fantasia de Halloween: uma princesa guerreira que foi projetada especificamente para ela por seu falecido pai, que faleceu recentemente depois que um tumor cerebral trouxe visões estranhas. Seu irmão Jonathan planeja ir vestido de Art, o Palhaço. Sienna expressa preocupação com isso para sua mãe, Barbara. Naquela noite, Sienna tem um sonho onde encontra Art. Seguindo o sonho, um fogo acende em sua cômoda, queimando as asas que ela havia desenhado para a roupa. Uma espada que havia sido dada a ela por seu pai permanece ilesa.
No dia seguinte, é Halloween. Jonathan vê Art na escola brincando com um gambá morto. Os professores encontram o gambá e suspendem Jonathan. Enquanto isso, Sienna vai à loja de fantasias para encontrar um par de asas de substituição. Lá, ela encontra Art que antagoniza uma Sienna claramente enervada. Depois que Sienna sai, Art mata o vendedor da loja. Barbara descobre que Jonathan foi suspenso e se recusa a deixá-lo sair de casa à noite, enquanto Sienna planeja ir a uma festa com seus amigos (um dos quais já foi assassinado por Art). Jonathan sai furioso, e parece vandalizar o carro da família, chamando Barbara de vadia. Barbara limpa a bagunça, mas encontra Art dentro do carro. Jonathan volta para casa para encontrar sua mãe falecida e mutilada sendo servido jantar por Art; Art então incapacita Jonathan.
Na festa, Sienna, sem saber, é drogada pela sua amiga Brooke. Como a droga reage ao álcool e ao Xanax que ela havia tomado anteriormente, Sienna tem um ataque de pânico ao ver uma garotinha vestida de palhaço. Brooke e seu namorado estão levando Sienna para casa quando ela recebe uma ligação de Jonathan (cuja voz está sendo imitada pela garotinha), dizendo que ele está em um parque de diversões abandonado. Lá, Sienna investiga as instalações, incluindo uma casa assombrada chamada Terrifier, enquanto Brooke e seu namorado são mortos por Art. Sienna encontra o corpo morto de Brooke em um banheiro sujo, onde também encontra Art e Jonathan. Depois de falhar em tentar matar o palhaço várias vezes, Sienna é esfaqueada no peito com a espada de seu pai e morre.
Art tenta acordar Jonathan em coma e começa a comê-lo. Sienna, enquanto isso, é ressuscitada pela espada e decapita Art usando a mesma arma. Ele aparece morto, e a garotinha fantasmagórica pega sua cabeça e vai embora. Sienna e Jonathan se abraçam.

## Elenco
- David Howard Thornton como Art, o Palhaço[4]
- Lauren LaVera como Sienna Shaw, irmã mais velha de Jonathan.[4]
- Elliott Fullam como Jonathan Shaw, irmão mais novo de Sienna.
- Sarah Voigt como Barbara Shaw, mãe de Sienna e Jonathan.
- Kailey Hyman como Brooke
- Griffin Santopietro como Eric
- Owen Myre como Sean
- Casey Hartnett como Allie[4]
- Samantha Scaffidi como Victoria "Vicky" Heyes, a única sobrevivente dos eventos do primeiro filme está agora em um hospital psiquiátrico.[5]
- Felissa Rose como Sra. Príncipe[4]
- Tamara Glynn como mãe de compras
- Nedim Jahić como Travis Bryant[6]
- Chris Jericho como Burke

## Produção

### Escrita
"...Esse foi meu personagem favorito que eu já escrevi, sempre. Então eu sabia que aquele personagem estava sempre lá; Eu sabia que um dia traria aquela personagem de volta e finalmente faria um filme com ela. Então ela é o coração e a alma da "Parte 2", e tudo gira em torno dessa personagem. Então eu sempre soube que aquela semente estava lá."

— Damien Leone sobre a evolução de Sienna Shaw
Leone revelou em 12 de fevereiro de 2019, em um post em suas redes sociais mostrando a capa, que o primeiro rascunho do roteiro estava completo. Depois de escrever e dirigir o curta The 9th Circle (2009), Leone começou a desenvolver um longa-metragem com foco no personagem Art, o Palhaço e uma heroína em uma fantasia de anjo lutando contra ele. Esta versão do filme acabou sendo descartada. Depois que o filme de 2016 recebeu críticas por sua falta de narrativa, Leone passou três meses escrevendo um roteiro orientado para os personagens para o filme seguinte.
Ele optou por trazer de volta a heroína vestida de anjo uma década depois e adaptá-la em Sienna Shaw. Leone descreve grande parte do roteiro girando em torno da adolescente. Ele descreve Sienna como seu personagem favorito que já escreveu. Leone descreve o roteiro como muito maior em escopo do que o filme anterior e lembra não considerar um orçamento enquanto escrevia.
Um dos fatores durante a escrita foi estabelecer um adversário à Arte – algo inspirado na relação entre o super -herói Batman e o supervilão Coringa. Durante um almoço com Leone e David Howard Thornton, a atriz de Sienna, Lauren LaVera, foi informada sobre essa dinâmica pretendida entre sua personagem e Art. Além de Sienna, LaVera se lembra do roteiro focando fortemente no irmão mais novo de Sienna, Jonathan, sua mãe e seus amigos – todos desempenhando um papel crucial na história.
Ambos Thornton e Scaffidi foram confirmados para reprisar seus respectivos papéis de Art e Victoria, tornando-se os únicos membros do elenco de retorno do filme anterior, além de uma breve participação de voz de Michael Leavy (que interpretou Will the Exterminator no filme original) como locutor do clube e voz de DJ. Também houve relatos de Steven Della Salla e Jason Leavy, os dois policiais do filme original, retornando em aparições também; os três são todos produtores da segunda parcela. Em 11 de setembro de 2019, foi anunciado que a atriz Lauren LaVera foi escalada para o papel principal de Sienna Shaw. Em 15 de outubro, foi anunciado que Felissa Rose, Chris Jericho e Tamara Glynn se juntaram ao elenco em participações especiais.

### Filmagens
Embora Leone tenha garantido o financiamento total para o filme de um punhado de investidores privados antes das filmagens, ele lançou um Indiegogo com uma meta de US $ 50 mil para financiar uma cena de efeitos práticos e anexar um ator conhecido ao projeto. A campanha foi um grande sucesso, arrecadando mais de US$ 125 mil na primeira semana. Atingiu um total de US$ 250 mil ao final da campanha, 430% a mais que a meta inicial.
As filmagens começaram em outubro de 2019. Embora a maior parte da história principal do filme já tenha sido concluída, a fotografia principal foi interrompida devido ao COVID-19, tornando-se um dos muitos filmes impactados pela pandemia mundial do COVID-19. Em 7 de setembro, Leone revelou que estava trabalhando na maquiagem protética para o rosto desfigurado de Victoria em preparação para filmar as cenas de Samantha Scaffidi. Como o traje de Sienna recebeu uma recepção positiva quando as fotos da produção foram lançadas oficialmente, quando perguntado sobre o traje, LaVera descreveu gostar dele no primeiro dia de uso, mas começou a sentir desdém por ele durante as filmagens, pois era desconfortável de usar. Ela até obteve bolhas de usá-lo. As filmagens foram retomadas silenciosamente e encerradas em 10 de julho de 2021.

### Marketing
Um trailer de Terrorifier 2 foi lançado em 24 de julho de 2020. Jeremy Dick, da MovieWeb, comentou sobre o teaser, afirmando que "o teaser é muito emocionante de assistir para quem gostou do primeiro filme". Matt Joseph, do We Got This Covered, também revisou o trailer, escrevendo: "Este trailer, embora breve, pelo menos promete uma sequência maior, mais sangrenta e aterrorizante, que não deve ter problemas para agradar aqueles que acharam muito a gostar do original. "
Também foi anunciado que uma série de quadrinhos de lançamento limitado de três edições seria lançada antes do lançamento do filme.

## Liberação
Terror 2 teve sua estreia mundial no Fantastic Fest em 29 de agosto de 2022, e foi exibido no mesmo dia no Fright Fest em Londres. Foi lançado nos cinemas em 6 de outubro de 2022 pela Bloody Disgusting. O filme pretende ser transmitido posteriormente no Screambox, bem como ser reproduzido em vários "festivais de gênero proeminentes" antes de seu lançamento oficial. Leone já havia expressado o desejo de lançar o filme "estilo road show " assim que ele terminar.

## Recepção

### Bilheteria
Terrifier 2 foi lançado em 900 cinemas nos Estados Unidos, arrecadando US$ 400.000 em seu dia de estreia. Ele estreou com US $ 805.000 e faturou US $ 1 milhão no fim de semana seguinte (um aumento de 28%). Variety chamou o sucesso do filme de um "choque" para a indústria devido ao seu baixo orçamento e marketing mainstream limitado.

### Resposta crítica
No Rotten Tomatoes, o filme tem um índice de aprovação de 89% com base em 28 comentários, com uma classificação média de 6,9/10. No Metacritic tem uma pontuação média ponderada de 68 em 100 com base em quatro críticos, indicando "críticas geralmente favoráveis".
Jeffrey Anderson, da Common Sense Media, descreveu os personagens como memoráveis, particularmente Sienna, devido ao desenvolvimento de seu personagem. Por causa disso, Anderson afirma que "a vida humana começa a importar mais aqui do que no primeiro filme". Matt Donato, da IGN, ao afirmar que o filme tem "subtramas e temas subdesenvolvidos", observou-o como uma melhoria do filme original e destacou o desempenho de LaVera, escrevendo que ela "governa como Sienna em sua armadura de fantasia com asas de anjo como uma garota final lutando para a família, enfrentando seus demônios e gritando gritos de guerra sangrentos no rosto zombeteiro de Art." Da mesma forma, Matthew Jackson, do Paste, escreveu que "LaVera, encarregado de injetar a humanidade na sequência, cumpre essa tarefa com puro poder estelar". Trace Sauveur do The Austin Chronicle elogiou o "senso de fisicalidade e timing cômico" de Thornton.

### Reação do público
Após seu lançamento, houve vários relatos de espectadores vomitando e desmaiando durante as exibições de Terrifier 2, com um caso alegando que os serviços de emergência foram chamados. Falando sobre as reações do público ao filme com a Entertainment Weekly, o diretor Damien Leone comentou: "Olha, eu adoraria ter algumas saídas, acho que é uma espécie de distintivo de honra porque é um filme intenso. Não quero que as pessoas desmaiem, se machuquem durante o filme. Mas é surreal."

## Futuro
Tanto Leone quanto Thornton confirmaram que um Terrifier 3 está planejado, juntamente com outras parcelas que serão construídas lentamente sobre o passado e os motivos de Art. Com a heroína de Terrifier (2016) enlouquecida, o protagonista de Terrifier 2 está definido para ser um líder de franquia e retornar em futuros filmes e mídias relacionadas. Leone também afirmou que ele pode ter material mais do que suficiente para o Terrifier 3 justificar um Terrifier 4.

## Elenco de dublagem Brasileira
Assim como o primeiro filme, Aterrorizante 2 foi inteiramente dublado em português, sem cortes e sem censura.